# Prix Jacques-Brossard de la science-fiction et du fantastique
Le prix Jacques-Brossard de la science-fiction et du fantastique, anciennement Grand Prix de la science-fiction et du fantastique québécois (GPSFFQ), récompense l'ensemble de l'œuvre d'une année d'un écrivain québécois dans le domaine de la science-fiction et du fantastique.

## Description
Créé en 1984, le GPSFFQ est un prix littéraire majeur dans ces deux genres au Québec, et le seul prix décerné par un jury sur la base de l'ensemble de la production durant l'année précédente. Il recueille plus d'une centaine de candidatures chaque année. Il a pour objectif de promouvoir ces genres auprès du public et leur production chez les auteurs. Il est assorti d'une bourse d'au moins 2500$ canadiens.
Le prix est administré par un organisme à but non lucratif dont le conseil d'administration est composé de sept membres représentatifs du milieu de la science-fiction au Québec, dont au moins un doit être un auteur. Le conseil administre les règlements du prix, établit les œuvres admissibles, voit à la constitution du jury, agit à titre de service de presse et de recherche de commanditaires et organise l'événement de remise du prix. En 2005, le président du conseil d'administration est Patrick Senécal, auteur entre autres du roman Sur le seuil dont a été tiré un film québécois à succès, et professeur de littérature et de cinéma au cégep de Drummondville.
À partir de 2008, le prix porte le nom du prix Jacques-Brossard de la science-fiction et du fantastique, d'après Jacques Brossard.

## Lauréats du prix

### Grand prix de la science-fiction et du fantastique québécois
- 1984 : Denis Côté pour les romans-jeunesse Hockeyeurs cybernétiques et Les Parallèles célestes.
- 1985 : André Berthiaume pour le recueil de nouvelles Incidents de frontière.
- 1986 : Esther Rochon pour le roman L'Épuisement du soleil et les nouvelles «Le Piège à souvenirs» et «Au fond des yeux».
- 1987 : Esther Rochon pour le roman Coquillage et les nouvelles «La Nappe de velours rose» et «Dans la forêt de vitrail».
- 1988 : Francine Pelletier pour la nouvelle «La petite fille du silence» et Gilles Pellerin pour le recueil de nouvelles Ni le lieu ni l’heure.
- 1989 : Évelyne Bernard pour le roman La Vaironne et Michel Martin pour la nouvelle «Geïsha Blues»
- 1990 : Jacques Brossard pour le roman Les Années d’apprentissage, premier tome de la série l’Oiseau de feu.
- 1991 : Esther Rochon pour le roman L'espace du diamant.
- 1992 : Daniel Sernine pour les recueils de nouvelle Boulevard des Étoiles et Boulevard des Étoiles 2 : À la Recherche de Monsieur Goodtheim ainsi que les romans Le Cercle de Khaleb et Les Rêves d'Argus.
- 1993 : Élisabeth Vonarburg pour le roman Chroniques du Pays des Mères et les nouvelles «Initiatiques» et «Suspends ton vol», ainsi que la nouvelle «Chanson pour une sirène» écrite en collaboration.
- 1994 : Yves Meynard pour les nouvelles « Le Sang de l’oiseau », « Brasiers volés » et « La Merveilleuse Machine de Johann Havel» ainsi que la nouvelle «La Coagulation des Vouivres» écrite en collaboration.
- 1995 : Joël Champetier notamment pour les romans La Mémoire du lac et Le Secret des Sylvaneaux ainsi que les nouvelles «Esclaves du sable» et «Visite au comptoir dénébolien».
- 1996 : Daniel Sernine pour le recueil de nouvelles Sur la scène des siècles et les romans L'Arc-en-Cercle et La Traversée de l'apprenti sorcier.
- 1997 : Élisabeth Vonarburg pour les romans Les Rêves de la Mer et Le Jeu de la Perfection (deux premiers tomes du cycle de Tyranaël) ainsi que la nouvelle «Le Début du cercle».
- 1998 : Alain Bergeron pour le recueil de nouvelles Corps-machines et rêves d’anges, le roman L’Ennemie et la nouvelle «Le Vingt-huitième jour».
- 1999 : Francine Pelletier pour les romans Samiva de Frée et Issabel de Qohosatene (tomes 2 et 3 de la série Le sable et l'acier).
- 2000 : Esther Rochon pour le roman Or.
- 2001 : Jean-Louis Trudel pour les romans Guerre pour un harmonica et Nigelle par tous les temps, le recueil de nouvelles Demain, les étoiles ainsi que les nouvelles «Les Derniers Lecteurs», «Les Jardiniers du monde», «Les Retrouvailles du sang» et «Tirés d’une même chair».
- 2002 : Natasha Beaulieu pour les nouvelles «BM Zone» et «Klé».
- 2003 : Éric Gauthier pour le recueil de contes Terre des pigeons et les nouvelles «Feu sacré» et «Un visage à la fenêtre».
- 2004 : Alain Bergeron pour le roman Phaos.
- 2005 : Sylvie Bérard pour le roman Terre des Autres.
- 2006 : Élisabeth Vonarburg pour les tomes 1 et 2 de Reine de Mémoire.
- 2007 : Claude Bolduc pour son recueil de nouvelles Histoire d'un soir et autres épouvantes.

### Prix Jacques-Brossard de la science-fiction et du fantastique
- 2008 :  Joël Champetier pour le roman Le Voleur des steppes (Alire).
- 2009 :  Frédérick Durand pour le recueil de nouvelles  À l'attention des ombre (Vents d'Ouest) et le roman La Nuit soupire quand elle s'arrête (La Veuve noire).
- 2010 :  Martine Desjardins pour le roman Maleficium (Alto).
- 2011 :  Héloïse Côté pour le roman La Tueuse de dragons (Alire).
- 2012 :  Éric Gauthier pour le roman Montréel (Alire).
- 2013 :  Ariane Gélinas pour le roman Transtaïga (Marchand de feuilles) et les nouvelles «L'Anse-aux-Louves», «Quand les pierres rêvent» et «L'Envers du labyrinthe».
- 2014 :  Philippe Arseneault pour le roman Zora, un conte cruel (VLB éditeur).
- 2015 :  Simon-Pierre Pouliot (alias Vic Verdier) pour le roman L'Empire bleu sang (Joey Cornu Éditeur).
- 2016 :  Jonathan Brassard pour le roman Celui qui reste (Tête première).
- 2017 :  Martine Desjardins pour le roman La Chambre verte (Alto).
- 2018 :  Karoline Georges pour le roman De synthèse (Alto).
- 2019 :  Dave Côté pour le recueil de nouvelles Nés comme ça (Six Brumes) et les nouvelles «Ma station de métro» et «Dans un bol».
- 2020 :  Éric Gauthier pour le roman Le Saint Patron des plans foireux (Alire) et la nouvelle «Le Livre de trop».
- 2021 :  Catherine Leroux pour le roman L'Avenir (Alto).
- 2022 :  Fanie Demeule pour les romans Highlands (Québec Amérique) et Mukbang (Tête première).
- 2023 : Dominique Scali Les marins ne savent pas nager (La Peuplade).
- 2024 : Alain Bergeron Huitième registre (t. 1) : Le silène assassiné (Alire).